# Coloceras novaeseelandiae
Coloceras novaeseelandiae är en insektsart som först beskrevs av João Tendeiro 1972.  Coloceras novaeseelandiae ingår i släktet Coloceras och familjen fjäderlöss. Inga underarter finns listade i Catalogue of Life.